# Маринець Василь Васильович
Василь Васильович Маринець (*29 січня 1942) — український учений-математик. Доктор фізико-математичних наук, професор. Академік АН ВШ України з 2007 р.

## Біографія
Народився в м. Мукачеві. У 1959 р. вступив на фізико-математичний факультет (відділення математики) Ужгородського університету, який закінчив у 1964 р. Після річної служби в армії вступив до аспірантури на кафедру обчислювальної математики УжДУ. З 1968 р. працює на різних викладацьких посадах математичного факультету УжДУ. У 1972 р. в Інституті математики АН УРСР в м. Києві захистив канд. дисертацію «Двосторонній метод наближеного інтегрування нелінійних систем диференціальних рівнянь із запізнюючим аргументом». У 1972—1975 рр. — довгострокове відрядження до Алжиру, де працював завідувачем кафедри вищої математики Аннабинського університету. Після повернення працює доцентом, а пізніше завідувачем кафедри диф. рівнянь і матем. фізики УжДУ. У 1995 р. в Інституті математики НАН України захистив докторську дисертацію «Диференціальні нерівності та наближені методи в теорії диференціальних рівнянь з відхиляючим аргументом». Вчене звання професора по кафедрі диф. рівнянь і матем. фізики присвоєно у 1996 р. З 1996 р. — декан математичного факультету, а з 1999 р. — проректор з навчальної роботи УжНУ. Із 2004 р. — завідувач кафедри диференціальних рівнянь та математичної фізики.

## Наукова діяльність
Сфера наукових інтересів: наближені методи в теорії диференціально-функціональних рівнянь. За допомогою конструктивних швидкозбіжних модифікацій двостороннього методу досліджені задачі Коші, Ґурси, Дарбу, задачі з локальними та нелокальними крайовими умовами у випадку систем квазілінійних диференціально-функціональних рівнянь та рівнянь, заданих у неявному вигляді в частинних похідних гіперболічного та еліптичного типів, а також ряд крайових задач у випадку звичайних диференціально-функціональних рівнянь (доведено теореми існування та єдиності розв'язку досліджуваних задач, теореми про диференціальну нерівність, порівняння, встановлено достатні умови існування знакосталих розв'язків, приведено кілька підходів прискорення збіжності методу послідовних наближень, у деяких частинних випадках розв'язано питання існування функцій першої «вилки» тощо).
Автор понад 120 наукових робіт, має патенти на винаходи. Надруковано 2 підручники з грифом Міносвіти і науки України, 10 методичних посібників та розробок, 3 монографії.
Підготував 2 кандидатів фізико-математичних наук.
Член оргкомітетів ряду всеукраїнських та Міжнародних наукових форумів з теорії диференціальних рівнянь, заступник головного редактора Наукового Вісника Ужгородського університету (серія «Математика і інформатика»), член бюро Західного регіонального відділення Академії наук ВШ України.
Заслужений працівник народної освіти України.